# Эудженио ди Савойя (крейсер)
«Эудженио ди Савойя» (итал. Eugenio di Savoia, «Евгений Савойский») — итальянский лёгкий крейсер типа «Дука д’Аоста», участник Второй мировой войны. В послевоенные годы нёс службу в составе ВМС Греции. Назван в честь легендарного итальянского и австрийского военачальника.

## История
Крейсер «Эудженио ди Савойя» был заложен на верфях Ансальдо 6 июля 1933, спущен на воду 16 марта 1935. В состав КВМС Италии введён 16 января 1936. Впервые был приведён в боевое положение в 1937 году во время Гражданской войны в Испании: 13 февраля 1937 крейсер организовал бомбардировку Барселоны, что привело к гибели 18 гражданских.
С 1938 по 1939 годы «Эудженио ди Савойя» нёс службу в 7-й крейсерской дивизии, в марте 1939 года перебрался в Ла Специю. С 1940 по 1943 годы он участвовал в нескольких крупных сражениях: битве у Калабрии, операции «Гарпун» по ликвидации эсминца «Бедуин» и операции «Пьедестал». 4 декабря 1942 в Неаполе крейсер был атакован американской авиацией и получил тяжёлые повреждения. В 1943 году после капитуляции Италии «Эудженио ди Савойя» был интернирован в Суэц, где использовался в качестве учебного судна.
В 1950 году крейсер был передан Греции в качестве военных репараций, где его переименовали в «Элли II» в память о сражении у Элли с турецким флотом. В июне 1951 года на корабле был поднят греческий флаг: на нём король Павел I совершал государственные визиты в Турцию, Югославию, Францию и Ливан. В 1965 году корабль вывели из состава флота, переделав его в плавучую тюрьму. В 1973 году он был продан на слом.